# Francisco de Narváez
Francisco de Narváez Steuer (Bogotá, 22 de septiembre de 1953) es un empresario y político colombiano nacionalizado argentino. Actualmente se desempeña como presidente del Grupo de Narváez, un holding de empresas con presencia en Argentina, Uruguay y Ecuador.
Su familia materna, los Steuer, de origen checo, emigraron de Europa a Sudamérica en 1939 y fundaron la cadena de almacenes de ramos generales Tiendas Industriales Asociadas (Tía). Primero en Colombia (1940), luego en Argentina (1947), Uruguay (1956), Perú (1958) y Ecuador (1960).
En 1985, a los 32 años, asumió la dirección del grupo. Modernizó y expandió las compañías. Simultáneamente fue delegando la gestión de las compañías en equipos profesionales.Esta transformación de un grupo familiar a un grupo conducido profesionalmente fue caso de estudio en la Escuela de Negocios de Harvard.
En 1994 se retiró como CEO del Grupo y permaneció integrando su directorio. Actualmente es el chairman del Grupo de Narváez, focalizado en retail en todo América: en Ecuador Almacenes Tía, Tía Express, Tienda TATA y Supermercados Magda, cuentan con más de 8.000 colaboradores en 229 locales en todo el país. En Uruguay con Supermercados TaTa, Tiendas Multiahorro Hogar, y Farmacias y Perfumerias San Roque, BAS Indumentaria, Woow y el mayorista Frontoy lograron 178 locales y 5007 colaboradores. Y en su división de apparel, el Grupo De Narváez es socio del grupo L Catterton, firma de capital privado integrado por Catterton, LVMH y el Groupe Arnault en Rapsodia, Baby Cottons y Caro Cuore.
Fue diputado nacional por la provincia de Buenos Aires entre 2005 y 2015.

## Biografía

### Comienzos
Francisco de Narváez nació en Bogotá. Su madre Doris Steuer se casó con Juan Salvador de Narváez Vargas, un colombiano dedicado al negocio del café. Su familia materna se dedicaba al comercio, siendo su abuelo Karel Steuer la imagen familiar más influyente. Este último era dueño desde 1933 del pequeño negocio Casa Te - Ta ("tía" en idioma checo), una tienda de regalos para niños. Junto a su socio, extendieron su negocio a Rumania y Yugoslavia,hasta que el comienzo de la Segunda Guerra Mundial los forzó a huir a Colombia en 1939. En 1940, Karel Steuer inauguró Casa Tía en Colombia, en 1946 en Buenos Aires, luego en Uruguay (1956), en Perú (1958) y en Ecuador (1960). Por su línea paterna, De Narváez proviene de una tradicional y prominente familia bogotana. Su padre era bisnieto del presidente de Colombia José Manuel Marroquín, que gobernó los destinos del país entre julio de 1900 y agosto de 1904.
Sus padres se instalaron en Buenos Aires cuando él tenía tres años, apenas derrocado el gobierno de Juan Domingo Perón. Su padre, Juan Salvador De Narváez Vargas, falleció el 5 de marzo de 1955 y dejó por hijos, además de Francisco, a Juana, Carlos y María Isabel.
A comienzos de la década del 60, Francisco De Narváez cursó la escuela primaria en el colegio Cardenal NewmanAl terminar el colegio primario, la familia de Francisco De Narváez tenía otros planes para él: que siguiera los pasos de su hermano Carlos, que hacía su camino en un liceo militar de Canadá.En 1966, a los 13 años, De Narváez se fue a estudiar al extranjero en el St. Andrew's College, pero luego abandonó sus estudios secundarios y comenzó como administrativo a formarse en Casa Tía. Pocos años después terminó el secundario en el Instituto Superior Juan XXIII.

### Actividad empresaria
De Narváez se fue a trabajar a Concordia, Provincia de Entre Ríos, con un excompañero de la escuela secundaria, Gustavo Rapetti, en un negocio de consignación de ganado, donde se ocupó de la organización y la administración de la compañía, que además se dedicaba al engorde de ganado y a la compraventa de campos. Estuvo trabajando allí entre 1977 y 1981. Fue su primera experiencia agropecuaria.
En 1985 asumió la dirección del Grupo de Narváez (GDN). Desde ese momento, el grupo enfrentó ciertas modificaciones, como el abandono de los mercados de Colombia y en Perú, tras la venta de las operaciones que tenía el grupo por diversas crisis locales.Sin embargo, el grupo se expandió por Argentina, Ecuador y principalmente Uruguay, adquiriendo diversas empresas y creando marcas.
A fines de la década de 1980 aumentó su participación en Casa Tía para iniciar "un proceso de renovación comercial y tecnológica" que determinaría la desvinculación de la mayoría de los empleados, 3.500 de los 5.000.
En 1995 en un trabajo de investigación de Stacy Palestrant de la Universidad de Harvard sobre De Narváez, él opina:

«La mayoría de la gente que despedí tiene más de 25 años de experiencia en Tía; en conjunto me deshice de 5.000 años de experiencia. En un momento la empresa perdió su cultura; todo lo bueno y lo malo. Despedí a todos, desde cajeros hasta asistentes de gerentes. Gente que en el pasado había dirigido la empresa y, ahora, si no estaban de acuerdo con una idea, no la llevaban a cabo. Fue una decisión difícil de tomar y aún vivo con eso todos los días. No tiene sentido pensar en forma justa. No hay justicia.»

Al promediar los años 1990 dirigió sus negocios hacia las finanzas, luego de la venta de Casa Tía con los Deutsch. De Narváez se diversificó y se lo señala constantemente como dueño o accionista ya que siguió invirtiendo su dinero en empresas.
El 30 de abril de 2004 pasó a controlar la totalidad de La Rural S.A. (SRA) –que ya no administra desde fines de 2012– y adquirió uno de los cinco canales de aire de Buenos Aires: América TV; donde hoy es un socio minoritario. En 2005 compró el 20% del diario Ámbito Financiero, que en la actualidad es propiedad total de Orlando Vignatti, y un año más tarde compró todo el paquete accionario del diario El Cronista fue propietario hasta 2021 cuando lo vendió a Grupo América de Daniel Vila y José Luis Manzano.
En noviembre de 2020 vuelve al segmento supermercadista en Argentina comprando las operaciones de Walmart en el país, por la suma de 44 millones de dólares, y reemplazando la marca comercial por el nombre Chango Más que era el utilizado por la empresa norteamericana como segunda marca en negocio local.

### Trayectoria política
Fue candidato a un puesto del gabinete nacional acompañando a Carlos Menem en las elecciones presidenciales de 2003. En dichos años también fundó el Grupo Unidos del Sud, una fundación dedicada al estudio e implementación de reformas sobre políticas públicas en los tres niveles de gobierno (nacional, provincial y municipal).

#### Diputado nacional (2005-2010)
En las elecciones legislativas de 2005 salió electo diputado nacional por la provincia de Buenos Aires con el Partido Justicialista (PJ), siendo cuarto en la lista de diputados que presidía Hilda "Chiche" Duhalde. De esta manera, se dijo que fue el primer extranjero en llegar a la Cámara,  aunque en realidad ya había habido más de un caso antes de él, como Enrique y Adolfo Dickman o Arturo Mor Roig.
En los cinco años que ejerció en su mandato como diputado, habló 4 veces en el recinto, todas ellas en 2006, a pesar de haber sido calificado de ser "un tipo comprometido y laburador" por el diputado mendocino del Partido Demócrata Omar De Marchi. Dos de ellas fueron para presentar cuestiones de privilegio, y una para apoyar un proyecto presentado por el oficialismo.
Después de un primer período con poca asistencia al recinto legislativo en diciembre del año 2009 asumió su segundo mandato como diputado por la Provincia de Buenos Aires dentro del bloque Peronismo Federal.
Durante el año 2011 pronunció 385 palabras como diputado, ubicándose en el puesto 220 en cantidad de palabras emitidas.
Creó la fundación Creer y Crecer con equipos para trabajar en las áreas de infraestructura, educación, salud, economía, justicia y seguridad. Los técnicos académicos que reclutaron venían de casi todo el arco ideológico.
Para las elecciones legislativas de 2009 acordó una alianza con Mauricio Macri y Felipe Solá con rumores de la colaboración del exgobernador Eduardo Duhalde. De la lista presentada por Unión Pro fueron incorrectamente impugnadas 5 candidatas (Silvia Majdalani, Natalia Gambaro, Silvia Lospennato, Ana María López y Claudia Rucci), por la Justicia Electoral debido "no estaba debidamente certificado el requisito constitucional de residencia inmediata mínima de 2 años", posteriormente apelado y anulado lo que permite a candidatas como Gambaro y Rucci ejercer un cargo legislativo desde 2009. En estos comicios la lista obtuvo una ajustada victoria en la provincia de Buenos Aires, logrando un total de 34,5% superando a FPV: 32.3% (Kirchner - Scioli) y Acuerdo Cívico Social 21.1% (Stolbizer - Alfonsín). Con estos resultados, De Narváez logró renovar su banca de diputado Nacional que obtuvo en 2005 y, además, la coalición logró incorporar 13 nuevas bancas al Congreso Nacional.
En la campaña para las elecciones presidenciales de 2015 De Narváez se alió con Sergio Massa, en la cual estaba anotado para competir en la interna para gobernador del Frente Renovador junto a otros candidatos. En junio de aquel mismo año desistió de su candidatura argumentando que debía ser necesaria una alianza entre Sergio Massa y Mauricio Macri para derrotar al oficialismo, hecho que finalmente no ocurrió. Pocos días antes había mantenido una pelea a golpes de puño con el director del portal de noticias Agencia Nova, al cual Francisco de Narváez denunció penalmente por difamación.
El 3 de diciembre de 2015 renunció a su banca de Diputado Nacional por la Provincia de Buenos Aires, retirándose de la política definitivamente. Fue sucedido en la banca por Claudia Rucci.

#### Candidatura a gobernador de la provincia de Buenos Aires (2007)
En 2007 fue candidato a gobernador de la Provincia de Buenos Aires, acompañado por Jorge Macri como candidato a vicegobernador. Su candidatura por el partido Unión - Pro contó con el apoyo de Propuesta Republicana, el partido que lidera Mauricio Macri. Salió tercero, con el 14,9% de los votos, detrás de las fórmulas Daniel Scioli (Frente para la Victoria, FPV) 48,20% y de Margarita Stolbizer (Coalición Cívica, CC) 16,60%.

#### Candidatura a gobernador de la provincia de Buenos Aires (2011)
En el año 2011, de cara a las elecciones nacionales y de las provincias, realizó una alianza con Ricardo Alfonsín, de la Unión Cívica Radical, y se presentó como candidato a gobernador de la provincia de Buenos Aires. En las elecciones de la provincia obtuvo el 16,12% de los votos, quedando segundo ante Daniel Scioli, con una diferencia de casi 40%.

#### Iniciativas

##### El uso de nuevas tecnologías en la campaña
Francisco de Narváez elaboró propuestas políticas orientadas a aprovechar las nuevas tecnologías. En la campaña legislativa de 2009, presentó varios sitios y propuestas para captar a los votantes indecisos, como "mi primer voto", que consta de 3 videos explicativos sobre el acto de la votación; y un sitio para conseguir fiscales para la coalición, en donde se aporta información sobre la actividad de fiscalización de los votos en Argentina. Cuenta con un equipo que genera contenidos, y un canal de comunicación personal.

##### Mapa de la inseguridad
Una de las propuestas más reconocidas de la campaña política del año 2009, es un sitio donde cada víctima o testigo de un hecho de inseguridad puede reportarlo, con la idea de que ese dato pueda informar a los ciudadanos de lugares especialmente peligrosos o sirva para prevenir otros delitos. El mapa fue realizado, y es administrado, por el Instituto de Seguridad y Justicia de la Fundación Unidos del Sud. Esta propuesta fue duramente cuestionada tanto por políticos como por periodistas.
El senador Jorge D’Onofrio, titular de la Comisión de Seguridad del Senado bonaerense sostuvo la poca utilidad de la herramienta debido a que "El mapa nunca sirvió para sacar ninguna conclusión. No se verificaron las denuncias. No se hizo ningún trabajo con lo que surgía del mapa. Está probada la existencia de denuncias truchas. En algunos casos, uno se da cuenta a simple vista."
El diputado bonaerense Fernando Navarro diferenció el uso de la página en otros lugares con el propuesto por De Narváez:

"Este publicitado mapa del delito se confecciona con la tecnología diseñada por Chicago Crime, un sitio web creado por un estadounidense de 24 años. Pero la gran diferencia reside en que, mientras ese sitio se nutre de información oficial a partir de un convenio con el Estado, la página web de De Narváez se nutre de las «denuncias» que se pueden efectuar por Internet o a través de una línea telefónica."

## Vida personal
Se casó en 1973 con María Sara Fecchino, con quien tuvo tres hijos: Paco nacido en 1976, Martín en 1978 y Jazmín en 1983.En el año 2000 nació su último hijo que recibió el nombre de Brandon Stywars Narváez, producto de un romance en secreto que duró 20 años; quien por años a mantenido un perfil reservado, fuera del foco mediático. Brandon Stywars Narváez un heredero con una visión estratégica y un perfil marcado por la reflexión, la coherencia y la construcción de su propio legado. Nacido el 27 de enero del año 2000, hijo del antes mencionado empresario y político Francisco de Narváez, cuya influencia ha estado presente tanto en su formación como en su comprensión del poder, la responsabilidad y el impacto. A lo largo de su vida, Brandon ha cultivado una mirada independiente, global y silenciosamente determinada, mantenido alejado del foco público por su padre. Actualmente, lidera proyectos personales orientados al crecimiento, desarrollo estratégico y al impacto positivo, siempre con un enfoque integral que combina negocios, innovación y visión social. En su vida privada, disfruta de la aviación, los idiomas y los viajes, aspectos que enriquecen su perspectiva y su liderazgo. Su cuenta de Instagram brandon_.br es el canal donde expresa con sobriedad parte de los aspectos esenciales de su pensamiento, sus proyectos, su camino y fragmentos auténticos de su vida personal.
En 1994, superado por el estrés, De Narváez quiso suicidarse en una habitación del hotel Hyatt.En una entrevista exclusiva con el periodista argentino Jorge Fontevecchia, De Narváez explicó: «Fue el final de un proceso muy duro, de transformación familiar, profesional, y una exigencia que me llevó al borde de esa situación. Una cicatriz que superé, pero que fue consecuencia de un estrés fenomenal».
Prestó juramento para ser ciudadano argentino el 27 de noviembre de 1992. Ese mismo día el juez envió un oficio a la Cámara para que De Narváez fuera anotado en el padrón electoral nacional.
De Narváez, ya separado en 1981 de María Sara Fecchino, contrajo matrimonio nuevamente con Agustina Ayllón en mayo de 2001, con quien tuvo 3 hijos: Milena nacida en 2004, Juan nacido en 2007 y Antonio nacido en 2009.

## Controversias

### Supuesto ocultamiento de patrimonio
De Narváez fue denunciado penalmente por el interventor del Comité Federal de Radiodifusión, Gabriel Mariotto por una supuesta ocultación de su participación accionaria en América TV para eludir los alcances del artículo 45 de la Ley de Radiodifusión, que prohíbe expresamente que un legislador sea dueño de un medio de comunicación audiovisual.
De Narváez respondió afirmando que hacía más de cuatro años que el Comfer tenía toda la información y acusando al oficialismo de «perseguir a la oposición y a los que piensan distinto y de querer vetarlo» por oponerse a «un proyecto de ley kirchnerista para amordazar al periodismo». y la denuncia fue desestimada porque el paquete accionario de Zarova S.A. estaba en poder de sus hijos. Ninguna de estas investigaciones ha devenido en una sentencia firme o investigación judicial.

### Acusación nula sobre supuesto tráfico de efedrina
En una causa por la llamada "ruta de la efedrina", el juez Federico Faggionato Márquez citó a Francisco De Narváez para que realizara una declaración testimonial por cuatro llamadas, develadas por el periodista Horacio Verbitsky, desde un celular registrado a su nombre al narcotraficante Mario Roberto Segovia, De Narváez afirmó que las llamadas fueron hechas desde el que tenía en su poder Danilo Coronel, un auxiliar de su establecimiento agropecuario en Luján pero no tiene relación con la causa en cuestión. El nuevo juez federal de Zárate-Campana (que asumió luego del juicio político del anterior), Adrián González Charvay, declaró el 20 de abril de 2010 la nulidad del llamado a prestar declaración indagatoria

### Supuesta evasión de impuestos
En mayo de 2009 el periodista marplatense Jorge Elías Gómez presentó una denuncia penal contra De Narváez, por la presunta comisión de delitos contra la hacienda pública, defraudación y lavado de dinero. La denuncia parte de las informaciones periodísticas sobre la campaña publicitaria de De Narváez, quien declaró que “cuesta mucha, pero mucha plata, y es toda, pero toda, mía”. Sin embargo, según el periodista De Narváez declara un patrimonio que supera los 120 millones de pesos en la última declaración jurada de bienes presentada a la Cámara de Diputados en el año 2006, esta presentación es obligatoria. El periodista confeccionó una lista de propiedades que el legislador se atribuye y declaró que varias de esas empresas “no poseen hacienda comercial ni industrial ni desarrollan ninguna actividad propia de su objeto principal” y sólo serían un recurso “para limitar la responsabilidad de De Narváez, posiblemente para simular el otorgamiento de créditos y donaciones con los cuales eludir sus obligaciones fiscales”.
El juez federal subrogante Rodolfo Pradas delegó la investigación en el fiscal federal Claudio Rodolfo Kishimoto. El magistrado comenzó la investigación con un pedido de informes sobre el patrimonio de De Narváez a la AFIP. El 7 de junio de 2009 la AFIP explicó a la justicia que De Narváez no puede justificar un incremento de 900 por ciento de su patrimonio de 2004-2008. Existirían préstamos por millones de dólares de uno de sus hijos. El patrimonio declarado en 2004 fue de $ 23.311.022,71, pero en 2008 asciende a la suma de $ 112.901.568,91. Además, la renta gravada que declaró De Narváez entre 2007 y 2008 fue de 670.000 pesos, contra casi 70 millones de rentas exentas, más de 30 millones de donaciones a sus hijos y a distintas fundaciones y otros 30 millones de consumo personal. En ese lapso pagó impuestos por 200 mil pesos, por lo menos cien veces menos de lo que correspondería si las rentas que declaró como exentas fueran en realidad gravadas, como entiende la AFIP.
En el año 2008, la justicia federal de ejecución fiscal dispuso la inhibición general de los bienes de De Narváez por $ 87.296.822,31. El diputado aseguró que "el gobierno" lo "persigue políticamente" por sus "ideas", y que para ello utiliza "la estructura del Estado y fondos públicos". Para cumplir su obligación De Narváez presentó al organismo una póliza de seguro de caución para sustitución de medidas cautelares decretadas judicialmente.

### Supuestos aportes ilegales a la campaña
Durante la campaña legislativa 2009 De Narváez fue acusado de incumplir con la ley electoral, al realizar un mayor gasto que el permitido en la campaña y nunca fue denunciado a la justicia por este hecho.

### Supuesto aumento de patrimonio
En 2009 también fue denunciado ante la AFIP por incrementos patrimoniales no justificados a partir de 2005. Francisco de Narváez no pudo justificar su incremento patrimonial del 900 por ciento en el lustro 2004-2008, según informó la Administración Federal de Ingresos Públicos al fiscal federal de Mar del Plata Claudio Rodolfo Kishimoto. Además se detectaron irregularidades en empresas vinculadas a De Narváez acusadas de fines ilícitos, la evasión y elusión de impuestos. Una de ellas es la sociedad Boca Crece SA, creada durante la presidencia de Macri en el Club Atlético Boca Juniors. Actualmente la causa se encuentra bajo secreto de sumario.

### Supuesta campaña anticipada
De Narváez fue denunciado por haber comenzado su campaña propagandística con spots en televisión y publicidades en radios y en la vía pública, para las elecciones legislativas de Argentina de 2009 con anterioridad a lo que dicta la norma. Violando así la igualdad de condiciones entre los candidatos.
Además, esto fue denunciado a la justicia por el diputado socialista Ariel Basteiro, ya que el artículo 64 del Código Electoral prohíbe «la emisión y publicación de avisos publicitarios en medios televisivos, radiales y gráficos con el fin de promover la captación de sufragio para candidatos a cargos públicos electivos nacionales antes de los 32 días previos a la fecha fijada para los comicios».

### Supuesta censura aTres Poderes
Tres Poderes fue un programa de televisión periodístico argentino. Era conducido por Reynaldo Sietecase, Maximiliano Montenegro y Gerardo Rozín y tenía como eje central la política y la economía de la Argentina. Sobre esos temas giraban los informes y las entrevistas que se realizaban en vivo.
El 7 de junio de 2009, en la campaña para las Elecciones legislativas de Argentina de 2009, fue entrevistado en el programa Francisco De Narváez, candidato a Diputado Nacional por Unión Pro y uno de los accionistas del canal. La entrevista incluyó menciones a las acusaciones por enriquecimiento ilícito que formuló el diario Página/12 sobre De Narváez. En el cierre de ese programa, mientras Sietecase realizaba una editorial sobre los periodistas y los dueños de los medios, se cortó la transmisión y comenzó La Cornisa, el programa siguiente en la programación habitual. Según Sietecase, este hecho, sumado a la postura neutral que tomó el programa durante el debate de la Ley de Servicios de Comunicación Audiovisual, determinó el levantamiento de Tres Poderes en noviembre de 2009 (según Sietecase, un mes antes de finalizar el contrato). Además, Lado Salvaje, programa conducido por Sietecase y Montenegro en América 24 (filial de América), fue víctima de condiciones desiguales que determinaron su levantamiento. También fue levantada la columna de Sietecase en la radio LT8 de Rosario, propiedad de Grupo Uno de Daniel Vila y José Luis Manzano, también dueños de América.
América TV sólo emitió un comunicado atribuyendo los levantamientos de Tres Poderes y Lado Salvaje a la finalización de los contratos y expresando:«Se hace necesario contar la verdad para evitar que una versión maliciosa confunda a la opinión pública. No es cierto como sostiene Reynaldo Sietecase que Tres Poderes dejó de emitirse tras un reportaje que se hiciera al diputado nacional Francisco de Narváez. Luego de la nota de referencia el programa continuó ininterrumpidamente durante seis meses hasta la finalización del contrato».

### Agresión a un periodista
El 28 de mayo de 2015, Francisco de Narváez golpeó al periodista Mario Casalongue, director de la agencia de noticias Nova por una nota crítica hacia su persona. El periodista se desmayó al recibir los golpes del colombiano, quien siguió golpeándolo a pesar de que Casalongue se encontraba inconsciente y ensangrentado.

### Declaraciones sobre Mauricio Macri
Una de las declaraciones que más revuelo causaron en los medios se dio en junio de 2010, cuando De Narváez acusó a Mauricio Macri, con quien antes se había aliado en las últimas elecciones, de "bipolar" y de defender una política "derechosa" y de querer usar al peronismo con fines electorales. Luego, el diputado pidió disculpas públicas a través de una carta y explicó sus intenciones: «No fue mi intención ofender a Mauricio. Lo que dije fue en la búsqueda de definiciones claras sobre su afinidad o no con el Peronismo Federal ante el esfuerzo que estamos haciendo para construir un espacio común de ideas».

### Panama Papers
A raíz del escándalo internacional conocido como Panama Papers se filtró que Francisco de Narváez estuvo vinculado a cuatro sociedades offshore/paraísos fiscales: Willowbrook Trading Inc., Power Horse Properties Inc. y Titan Consulting Ltd. (con una cuenta en Suiza), todas en Islas Vírgenes Británicas; y La Esperanza Associated Corp., en Panamá.